# Rose Mukantabana
Rose Mukantabana (Nyanza (Ruanda), 31 d'agost de 1961) és una advocada i activista del drets de les dones ruandesa. Ha estat presidenta de la Cambra de Diputats de Ruanda i va ser la primera dona elegida per al càrrec. Va ser escollida per exercir la presidència de la Unió Parlamentària Africana en 2013-2015.

## Biografia
Rose Mukantabana va néixer el 31 d'agost de 1961 al districte de Nyanza, Província del Sud (Ruanda). Es va graduar a l'escola secundària i va començar a treballar a la funció pública l'any 1980, primer a la Societat d'Assegurances de Ruanda i posteriorment al Ministeri de Serveis Públics. En 1992 va entrar a la Universitat Nacional de Ruanda i s'hi va graduar en dret en 1996. Aquest any va començar a treballar per a l'Associació Haguruka, una ONG que se centra en els drets humans i específicament en drets de dones i nens. Va passar nou anys a l'organització, després va començar com a Assistent Jurídic i va treballar amb la Coordinadora d'Assumptes Jurídics. Després de servir com a Secretari Executiu Nacional, Mukantabana va retornar a l'escola. Estudià a Bèlgica i va obtenir un postgrau "diploma especialitzat en drets humans" de la Université Saint-Louis Bruxelles.
En 2002, va ser vicepresidenta de Pro-Femmes, una organització paraigua pacifista que coordinava els esforços de 43 organitzacions no governamentals per al desenvolupament i els drets de la dona. En 2005 va començar a treballar com a coordinadora nacional de la iniciativa de drets legals de la dona patrocinada per l'USAID i el 2007 es va traslladar a ActionAid Internacional Ruanda, primer com a Coordinadora de drets de la dona i posteriorment com a directora de desenvolupament de programes. A les eleccions parlamentàries ruandeses de 2008 fou elegida diputada per la circumscripció de la ciutat de Kigali. El 6 d'octubre de 2008 va ser elegida pels seus companys parlamentaris presidenta de la Cambra de Diputats de Ruanda fins al 2013 per una votació de 70 contra 10. La seva elecció la va convertir en la primera dona que dirigia el cos parlamentari. En 2012 fou elegida per servir com a cap de la Unió Parlamentària Africana (APU) fins al 2015.